# 木村優希 (女優)
木村 優希（きむら ゆうき、1979年2月4日 - ）は、日本の元女優、女性アイドルである。
佐賀県出身。元スウィートパワー所属。
1997年にデビュー。深夜ドラマ主演や『HOTEL』レギュラー出演など、テレビドラマを中心に活動していた。正式な発表はされていないが、2年ほどで芸能活動から離れている。

## 出演

### テレビドラマ
- お天気お姉さん2 リョーコPuriPuri（1997年2月 - 3月、テレビ朝日）
- 名探偵保健室のオバさん 第8話（1997年2月、テレビ朝日）
- Shin-D「天使にKISS」（1997年5月 - 6月、日本テレビ） - 主演・天使 役
- 木曜の怪談'97 爆裂!分身娘（1997年9月、フジテレビ）
- 家政婦は見た! 第1話「エリート法律一家の家族法廷・もの静かな女たちの反乱」（1997年10月9日、テレビ朝日 / 大映テレビ） - 広田正美 役
- HOTEL 第5シリーズ（1998年4月 - 6月、TBS） - キョウコ・フジヤマ 役
- なっちゃん家 第2話「なっちゃん家の天井」（1998年10月、テレビ朝日）主演

### 映画
- お墓がない!（1998年） - 川嶋未樹 役[3]
- 狼たちの復讐 THE REVENGE OF THE WOLVES（1998年） - 酒井希 役[3]

### CM
- 日清フーズ「マ・マー スパゲティ」（1997年）
- 全国信用保証協会連合会 - イメージキャラクター